# ФК Ширак
ФК Ширак (јерм.: Շիրակ Ֆուտբոլային Ակումբ) је јерменски фудбалски клуб из Гјумрија, који се такмичи у Премијер лиги Јерменије. Играју на Градском стадиону који има капацитет 3.020 места.

## Назив клуба
- 1958—1986: «Ширак» Ленинакан
- 1987—1988: «Олимпија» Ленинакан
- 1989—1991: «Ширак» Ленинакан
- 1991 — «Ширак» Кумајри
- од 21.09.1991 — «Ширак» Гјумри

## Историја
Фудбалски клуб Ширак је основан 1958. године у Ленинакану. Један је од најстаријих клубова у Јерменији а је произвео је многе талентоване играче који су наступали за Репрезентацију Јерменије, међу којима се издвајају Артур Петросиан и Харутиун Варданиан.
Ширак је други најуспешнији клуб у земљи по броју освојених титула. Четири пута су били прваци Јерменије, једном су освајали куп и три пута Суперкуп Јерменије.
Учествовали су три пута у различитим европским такмичењима, Лиги шампиона, Лиги Европе и Интертото купу. До сада највећи успех у Европи су остварили у Лиги европе у сезони 2012/13. када су у првом колу елиминисали Рудар укупним резултатом 2:1.

## Успеси клуба
- Премијер лига (4)

Првак: 1992, 1994, 1999, 2012/13;
- Куп Јерменије (1)

Освајач: 2011/12
- Суперкуп Јерменије (3)

Освајач: 1997, 2000, 2003

## Стадион
Градски стадион Гјумри је дом фудбалера Ширака. Стадион је отворен 1928. године, а од свог оснивања 1958. године Ширак игра на овом стадиону. Стадион је реновиран 1999. и 2012. године. Капацитет стадиона је 3.020 места.

## Ширак у европским такмичењима
| Сезона  | Такмичење     | Ниво    | Држава      | Екипа                | Резултат | УЕФА коеф. |
| ------- | ------------- | ------- | ----------- | -------------------- | -------- | ---------- |
| 1995/96 | Куп УЕФА      | кв.     | Пољска      | Заглебје Лубин       | 0:0, 0:1 | 0.5        |
| 1996/97 | Куп УЕФА      | кв.     | Кипар       | ФК Анортозис         | 0:4, 2:2 | 0.5        |
| 1998/99 | Куп УЕФА      | 1. кв.  | Шведска     | Малме                | 0:2, 0:5 | 0.0        |
| 1999/00 | Куп УЕФА      | 1. кв.  | Финска      | Хелсинки             | 0:2, 1:0 | 1.0        |
| 2000/01 | Лига шампиона | 1. кв.  | Белорусија  | БАТЕ Борисов         | 1:1, 1:2 | 0.5        |
| 2001    | Интертото куп | 1. коло | Мађарска    | Татабања             | 3:2, 1:3 | 0.0        |
| 2001    | Интертото куп | 1. коло | Португалија | Санта Клара          | 0:2, 3:3 | 0.0        |
| 2003/04 | Куп УЕФА      | кв.     | Данска      | Нордсјиланд          | 0:4, 0:2 | 0.0        |
| 2004/05 | Куп УЕФА      | 1. кв.  | Молдавија   | Тираспољ             | 1:2, 0:2 | 0.0        |
| 2012/13 | Лига Европе   | 1. кв   | Црна Гора   | Рудар Пљевља         | 1:0, 1:1 | 1.5        |
|         |               | 2. кв   | Израел      | Бнеи Јехуда Тел Авив | 0:2, 0:1 | 1.5        |
| 2013/14 | Лига шампиона | 1. кв.  | Сан Марино  | Тре Пене             | 3:0, 0:1 | 2,0        |
|         |               | 2. кв.  | Србија      | Партизан             | 1:1, 0:0 | 2,0        |

Укупан УЕФА коефицијент клуба је 6,0.